# Нидерландский филармонический оркестр
Нидерландский филармонический оркестр (нидерл. Nederlands Philharmonisch Orkest) — симфонический оркестр, базирующийся в Амстердаме. Основан в 1985 г. путём слияния трёх оркестров — Амстердамского филармонического, Утрехтского симфонического и Нидерландского камерного, — произведённого в рамках политики жёсткой экономии общественных средств, проводившейся правительством Рууда Любберса. При этом был создан Фонд Нидерландского филармонического оркестра (нидерл. Stichting Nederlands Philharmonisch Orkest), в составе которого Нидерландский камерный оркестр был сохранён как бренд, превратившись фактически в камерный состав Нидерландского филармонического оркестра, дающий отдельно около 15 концертов в год.
Домашней концертной площадкой оркестра является знаменитое амстердамское здание Биржи Берлаге. Оркестр выступает также в зале Концертгебау, музыкальном центре Вреденбург (Утрехт) и др.

## Главные дирижёры
- Хартмут Хенхен[англ.] (1985—2002)
- Яков Крейцберг (2002—2011)
- Марк Альбрехт (с 2011)